# NGC 779
NGC 779 ist eine Balken-Spiralgalaxie vom Hubble-Typ SBb im Sternbild Walfisch südlich des Himmelsäquators. Sie ist schätzungsweise 63 Millionen Lichtjahre von der Milchstraße entfernt und hat einen Durchmesser von etwa 75.000 Lj.
Im selben Himmelsareal befinden sich u. a. die Galaxien NGC 762, NGC 790, IC 183, IC 184.
Das Objekt wurde am 10. September 1785 vom deutsch-britischen Astronomen Wilhelm Herschel entdeckt.